# Das Netz (1995)
Das Netz ist ein US-amerikanischer Thriller von Irwin Winkler aus dem Jahr 1995, in dem eine einsame, von Sandra Bullock dargestellte Computerexpertin Opfer eines Identitätsdiebstahls wird. Hintergrund ist ein groß angelegter krimineller Coup.

## Handlung
Die Softwareentwicklerin Angela Bennett ist ein isoliert lebender Mensch, der seine Pizza über das Internet bestellt und kaum Kontakt zu den Nachbarn hat. Die einzige soziale Bezugsperson ist ihre an Alzheimer erkrankte Mutter, die aber aufgrund der Krankheit ihre Tochter nicht wiedererkennt. Bennett arbeitet von zu Hause aus für die Softwarefirma Cathedral, sodass ihre Arbeitskollegen sie nicht persönlich, sondern nur über das Internet oder das Telefon kennen. Eines Tages spielt ihr Kollege Dale ihr eine mysteriöse Diskette mit der Software „Mozarts Geist“ zu. Mit deren Hilfe gelangt sie auf Internetseiten mit geheimen Informationen. Kurz vor einem vereinbarten Treffen stirbt ihr Kollege bei einem Flugzeugabsturz.
Der Killer Jack Devlin wird auf sie angesetzt, der sich im Strandurlaub bei ihr einschmeichelt, um zunächst die Diskette mit dem geheimnisvollen Programm zu vernichten. Nachdem Angela Bennett dem Killer – leider ohne ihre Ausweispapiere – hat entkommen können, bemerkt sie, dass jemand ihre persönlichen elektronischen Daten und ihre Identität verändert und u. a. das Strafregister der geänderten Identität mit einigen Delikten wie etwa einem Drogendelikt versehen hat. Ihr Leben wird dadurch zum Albtraum, da niemand ihre wahre Identität bezeugen kann. Mit einer von dem Killer in alle möglichen Computerdatenbanken eingetragenen falschen Identität wird sie schließlich noch von der Polizei gejagt.
Sogar die einzige ihr vertraute Person, ihr ehemaliger Psychologe und Geliebter Dr. Alan Champion, wird vom Killer mit manipulierten Gesundheitsdaten und daraus resultierenden falschen Behandlungen durch Ärzte getötet. Sie findet schließlich heraus, dass das geheimnisvolle Programm ein als Schutzprogramm getarntes Trojanisches Pferd ist, mit dem sich eine Hackergruppe, die sich „Prätorianer“ nennt, Zugang zu wichtigen Computernetzen verschaffen kann. Dieselbe Gruppe ist es auch, die unerkannt nach und nach wichtige Computernetze angreift, um anschließend ihr vermeintliches Schutzprogramm an die attackierten Firmen und Behörden als angebliche Sicherheitslösung zu verkaufen. Der Killer benutzt ebenfalls dieses Programm gegen die Protagonistin.
An ihrem Arbeitsplatz ist sie inzwischen durch eine Doppelgängerin ersetzt worden. Letztlich gelingt es Angela Bennett, von dort aus unbemerkt Beweise gegen den Anbieter des „Schutzprogramms“, einen Unternehmer namens Jeff Gregg, und gegen die Prätorianer zu sammeln und sie per E-Mail dem FBI zukommen zu lassen. Danach wird sie weiter von dem Killer und ihrer Doppelgängerin verfolgt, wobei der Killer die Doppelgängerin aus Versehen erschießt und er selbst von Angela mit einem Feuerlöscher angegriffen wird und in die Tiefe stürzt.
Jeff Gregg kann nun die Verbindung zu den Hackern nachgewiesen werden, und er wird festgenommen. Angela Bennett kann in ihr altes Leben zurückkehren. In der letzten Szene kümmert sie sich um ihre an Alzheimer erkrankte Mutter.

## Kritiken
Der Film erhielt überwiegend negative Kritiken und erreichte bei Rotten Tomatoes eine Bewertung von 36 %, basierend auf 47 Kritiken und bei Metacritic einen Metascore von 51, basierend auf 22 Kritiken.

„Der thematisch reizvolle Hi-Tec-Thriller baut eher auf aktionsreiche Verwicklungen, statt auch die spannungsvolle psychologische Situation auszuloten. Gezielte Effekte erhöhen spekulativ die Faszination der Datenwelt, ohne ihre problematischen Seiten ernstlich in den Blick zu nehmen.“

„Ähnlich wie ‚Während Du schliefst…‘ ist auch ‚Das Netz‘ letztlich eine gut gespielte One-woman-Show des Hollywood-Shooting-Stars Sandra Bullock. Als solche offenbart Winklers Thriller allerdings schon in den ersten Szenen seinen eklatantesten Schwachpunkt: Die Faszination des Internets hin oder her – wer glaubt einer Frau wie Sandra schon, dass sie ihre Abende allein mit einer Pizza am heimischen Computer verbringt?“

Im Abstand von 26 Jahren schrieb die Kritikerin der taz 2021:

„Es ist selten, dass ein Thriller so hervorragend altert wie dieser hier von Michael Ferris und John Brancato (die auch den zwei Jahre später erschienenen Hammer-Film The Game schrieben), verfilmt von Irwin Winkler. Das Ding ist wirklich spannend. Mag auch daran liegen, dass die Themen, anders als die Hardware, geblieben sind: Identitätsklau, kriminelles Hacking, Spähsoftware, Trojaner, die erlauben, die digital vernetzte Welt samt Börse aus den Angeln zu heben: alles dabei.“

## Auszeichnungen
Sandra Bullock wurde 1996 für den MTV Movie Award nominiert.

## Hintergründe
Sandra Bullock wird in diesem Film nicht durch ihre deutsche Standardstimme Bettina Weiß synchronisiert, sondern durch Michaela Geuer.
Von 1998 bis 1999 gab es eine US-amerikanische Fernsehserie mit dem Titel Das Netz – Todesfalle Internet, welche auf dem Film basierte. Im Jahr 2006 erschien der Film Das Netz 2.0 direkt auf DVD, der jedoch keine direkte Fortsetzung, sondern eher ein Remake ist.

## Trivia
Die Szenen auf der fiktiven Pan-Pacific Computer Convention gegen Ende des Films (für die sogar Plakate in den Büros von Cathedral Software warben) wurden während einer echten Computermesse gedreht, der Macworld im Januar 1995 im Moscone Center in San Francisco. Für die Dreharbeiten dekorierte man die Örtlichkeit der Veranstaltung für einige Stunden um.
Das im Film gezeigte Computerspiel ist Wolfenstein 3D.

IP-Adresse aus Das Netz – Die einzelnen Werte dürfen nicht größer als jeweils 255 sein, weshalb 345 falsch ist (mit Absicht, sonst wäre eine reale Adresse von zu vielen ausprobiert worden)

Die im Film dargestellten IP-Adressen entsprechen zum Teil nicht dem Standard IPv4. Das gilt auch für Domains wie „FBI/DEPT_OF_JUSTICE“.
An einer Stelle flieht Angela Bennett vor Jack Devlin auf ein Karussell. Die Szene ist der Karussellszene aus Hitchcocks Der Fremde im Zug nachempfunden.
Früh im Film und während des Abspanns ist das Lied A Whiter Shade of Pale zu hören in einer Coverversion von Annie Lennox.

## Deutsche Synchronfassung
Die deutsche Synchronbearbeitung entstand bei Deutsche Synchron in Berlin. Elisabeth von Molo schrieb das Dialogbuch und führte Dialogregie.
| Darsteller     | Deutscher Sprecher | Rolle             |
| -------------- | ------------------ | ----------------- |
| Sandra Bullock | Michaela Geuer     | Angela Bennett    |
| Jeremy Northam | Thomas Rauscher    | Jack Devlin       |
| Dennis Miller  | Michael Ande       | Dr. Alan Champion |
| Diane Baker    | Gudrun Vaupel      | Mrs. Bennett      |
| Wendy Gazelle  | Silke Nikowski     | Ruth Marx         |
| Ken Howard     | Thomas Rau         | Michael Bergstrom |
| Ray McKinnon   | Matthias Klie      | Dale Hessman      |